# Краще подзвоніть Солу
«Краще подзвоніть Солу» (англ. Better Call Saul) — американський комедійно-драматичний телесеріал, прем'єра якого відбулася в США на каналі «AMC» 8 лютого 2015 року. Серіал створений Вінсом Ґілліґаном і Пітером Ґулдом і є спінофом іншого серіалу Ґілліґана — «Пуститися берега». Прем'єра п'ятого сезону відбулась 23 лютого 2020 в США на телеканалі AMC. Фінальний шостий сезон вийшов 18 квітня 2022 року.
За версією кінокритиків BBC, 5 сезон серіалу є одним з 15-ти найкращих телесеріалів у 2020 році. Україномовне багатоголосе озвучення всіх сезонів створене Студією «Гуртом» на замовлення спільноти Toloka.

## Сюжет
Події серіалу одночасно розгортаються у декількох часових проміжках, відтворюючи історію становлення Джиммі Мак-Ґілла (Сола Ґудмана) як адвоката за шість років до його появи в серіалі «Пуститися берега» і знайомства з його відомими персонажами та появою нових, проте деякі події відбуваються під час і після оригінального серіалу.

## Виробництво

### Концепція
У липні 2012 року творець «Пуститися берега» Вінс Ґілліґан натякнув на можливий спіноф-серіал про Сола Ґудмана.
У квітні 2013 було підтверджено, що Ґілліґан і Ґулд займаються розробкою спіноф серіалу; останній написав сценарій серії, в якій з'явився цей персонаж. Ґілліґан в інтерв'ю в липні 2012 року сказав: «Мені подобається ідея правового серіалу, в якому адвокат робить усе що завгодно, щоб справа не доходила до суду. Він буде розв'язувати питання прямо на сходинках будівлі суду, чого б йому це не коштувало, лише поза залою суду. Це було б цікаво — мені б це сподобалося».

### Історія створення
У липні 2013 року Ґілліґан сказав, що серіалу ще не дали зелене світло, проте він і Ґулд «готові працювати на повну». У міру того, як тривали переговори з AMC, Netflix домовився про інтернет синдикацію. Ґулд виступив шоуранером, а Ґілліґан зняв пілотну серію. Колишні сценаристи «Пуститися берега» Томас Шнауз і Дженніфер Гатчінсон приєдналися до їхнього складу. У грудні 2013 року Netflix оголосила, що весь перший сезон буде доступний для перегляду в США і Канаді після показу його фіналу на AMC, а в Латинській Америці і Європі відразу ж після північноамериканської прем'єри.
При створенні серіалу продюсери планували зробити його у півгодинному форматі, але в кінцевому підсумку обрали годинну тривалість, більш типову для драми. Серіал спродюсований компанією Sony Pictures Television і телеканалом AMC, і показаний останнім.
З початком фільмування 2 червня 2014 року в Альбукерке (де знімався Пуститися берега), Вінс Ґілліґан висловив побоювання з приводу можливого розчарування від серіалу з боку глядачів.
19 червня телеканал AMC оголосив, що продовжує серіал на 13-серійний другий сезон, який вийшов на початку 2016 року, в загальному досягнувши 23 серій, а також переніс прем'єру на початок 2015 року. Перший трейлер дебютував на AMC 10 серпня 2014 року, і підтвердив свою прем'єрну дату, намічену на лютий 2015-го року.
Мішель Макларен і Браян Кренстон були призначені режисерами кількох серій.

### Підбір акторів

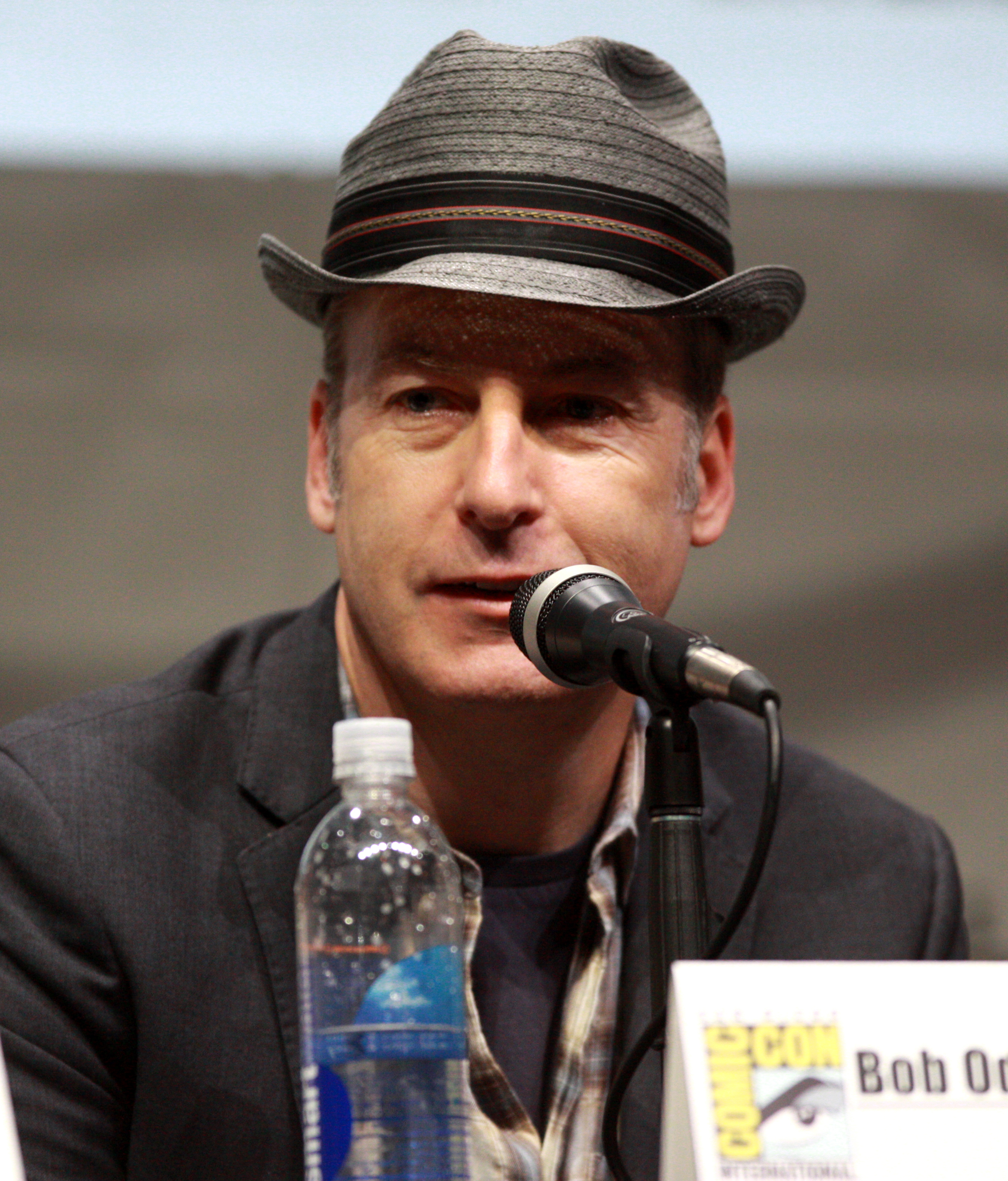
Боб Оденкерк — виконавець ролі Сола Ґудмана.

Боб Оденкерк знову зіграв роль Сола Ґудмана, що став головним героєм серіалу. У січні 2014 року стало відомо, що Джонатан Бенкс знову виступить у ролі Майка Ермантраута, як одного з основних персонажів.
Аарон Пол оголосив, що веде «серйозні переговори» з приводу своєї появи в серіалі, однак пізніше сказав «The Huffington Post», що цього не станеться. Дін Норріс, ще один учасник «Пуститися берега», сказав, що не з'явиться в новому серіалі через зайнятість у проєкті CBS «Під куполом». Згадувалося, що Анна Ґанн також веде переговори з Ґілліґаном з приводу її можливої участі в серіалі.
Майкл Маккін, який брав участь як гість у скетч-серіалі Оденкерка Пан Шоу з Бобом і Девідом, так само зіграв в цьому серіалі персонажа на ім'я Чак, який є братом Сола.

## Акторський склад

### Головні
- Боб Оденкерк — Сол Ґудман
- Джонатан Бенкс — Майк Ермантраут
- Рей Сігорн — Кім Векслер
- Патрік Фабіан[en] — Говард Гемлін
- Джанкарло Еспозіто — Ґуставо Фрінґ
- Майкл Мендо — Начо Варґа
- Майкл Маккін — Чак Мак-Ґіл
- Тоні Далтон — Лало Саламанка

### Другорядні та епізодичні
- Керрі Кондон — Стейсі Ермантраут
- Марк Прокш — Деніел «Прайс» Вормолд
- Стівен Огг — Со́бчак
- Ед Беглі — Кліффорд Мейн
- Енн К'юсак — Ребекка Бойс
- Тамара Тюні — Хелен
- Девін Ретрей — Альфред Готорн Хілл

## Сезони
| Сезон | Епізоди | Епізоди | Оригінальний показ | Оригінальний показ |
| Сезон | Епізоди | Епізоди | Перший показ       | Останній показ     |
| ----- | ------- | ------- | ------------------ | ------------------ |
| 1     | 10      | 10      | 8 лютого 2015      | 6 квітня 2015      |
| 2     | 10      | 10      | 15 лютого 2016     | 18 квітня 2016     |
| 3     | 10      | 10      | 10 квітня 2017     | 19 червня 2017     |
| 4     | 10      | 10      | 6 серпня 2018      | 8 жовтня 2018      |
| 5     | 10      | 10      | 23 лютого 2020     | 20 квітня 2020     |
| 6     | 13      | 13      | 18 квітня 2022     | 15 серпня 2022     |

## Перелік епізодів

### Перший сезон (2015)
| № загальний | № у сезоні | Назва епізоду                                | Режисер          | Сценарист                   | Дата премʼєри   | К-сть глядачів у США (млн) |
| ----------- | ---------- | -------------------------------------------- | ---------------- | --------------------------- | --------------- | -------------------------- |
| 1           | 1          | «Uno» «Уно»                                  | Вінс Гілліган    | Вінс Гілліган та Пітер Ґулд | 8 лютого 2015   | 6.88                       |
| 2           | 2          | «Mijo» «Міхо»                                | Мішель Макларен  | Пітер Ґулд                  | 9 лютого 2015   | 3.42                       |
| 3           | 3          | «Nacho» «Начо»                               | Террі Макдоно    | Томас Шнауц                 | 16 лютого 2015  | 3.23                       |
| 4           | 4          | «Hero» «Герой»                               | Колін Баксі      | Дженніфер Гатчісон          | 23 лютого 2015  | 2.87                       |
| 5           | 5          | «Alpine Shepherd Boy» «Альпійський пастушок» | Ніколь Кассель   | Бредлі Пол                  | 2 березня 2015  | 2.71                       |
| 6           | 6          | «Five-O» «П'ять О»                           | Адам Бернштейн   | Гордон Сміт                 | 9 березня 2015  | 2.57                       |
| 7           | 7          | «Bingo» «Бінґо»                              | Лариса Кондрацкі | Дженніфер Гатчісон          | 16 березня 2015 | 2.67                       |
| 8           | 8          | «RICO» «Ріко»                                | Колін Баксі      | Гордон Сміт                 | 23 березня 2015 | 2.87                       |
| 9           | 9          | «Pimento» «Червоний перець»                  | Томас Шнауц      | Томас Шнауц                 | 30 березня 2015 | 2.38                       |
| 10          | 10         | «Marco» «Марко»                              | Пітер Ґулд       | Пітер Ґулд                  | 6 квітня 2015   | 2.53                       |

### Другий сезон (2016)
З першої літери назви кожного епізоду можна скласти: «FRINGSBACK» («Фрінг повернувся»), що натякає на повторну появу персонажа «Пуститися Берега» - Гаса Фрінга.
| № загальний | № у сезоні | Назва епізоду                | Режисер          | Сценарист                     | Дата премʼєри   | К-сть глядачів у США (млн) |
| ----------- | ---------- | ---------------------------- | ---------------- | ----------------------------- | --------------- | -------------------------- |
| 11          | 1          | «Switch» «Вимикач»           | Томас Шнауц      | Томас Шнауц                   | 15 лютого 2016  | 2.57                       |
| 12          | 2          | «Cobbler» «Йорзання»         | Террі Макдоно    | Дженніфер Гатчісон            | 22 лютого 2016  | 2.23                       |
| 13          | 3          | «Amarillo» «Амаріло»         | Скотт Вінент     | Джонатан Ґлетцер              | 29 лютого 2016  | 2.20                       |
| 14          | 4          | «Gloves Off» «Без рукавичок» | Адам Бернштейн   | Гордон Сміт                   | 7 березня 2016  | 2.20                       |
| 15          | 5          | «Rebecca» «Ребекка»          | Джон Шибан       | Енн Черкіс                    | 14 березня 2016 | 1.99                       |
| 16          | 6          | «Bali Ha'i» «Балі Гаї»       | Майкл Словіс     | Дженніфер Гатчісон            | 21 березня 2016 | 2.11                       |
| 17          | 7          | «Inflatable» «Надутий»       | Колін Баксі      | Гордон Сміт                   | 28 березня 2016 | 2.03                       |
| 18          | 8          | «Fifi» «Фіфі»                | Лариса Кондрацкі | Томас Шнауц                   | 4 квітня 2016   | 1.93                       |
| 19          | 9          | «Nailed» «Піймані»           | Пітер Ґулд       | Пітер Ґулд                    | 11 квітня 2016  | 2.06                       |
| 20          | 10         | «Klick» «Клац»               | Вінс Гілліган    | Гітер Меріон та Вінс Гілліган | 18 квітня 2016  | 2.26                       |

### Третій сезон (2017)
| № загальний | № у сезоні | Назва епізоду                     | Режисер        | Сценарист                   | Дата премʼєри  | К-сть глядачів у США (млн) |
| ----------- | ---------- | --------------------------------- | -------------- | --------------------------- | -------------- | -------------------------- |
| 21          | 1          | «Mabel» «Мейбл»                   | Вінс Гілліган  | Вінс Гілліган та Пітер Ґулд | 10 квітня 2017 | 1.81                       |
| 22          | 2          | «Witness» «Свідок»                | Вінс Гілліган  | Томас Шнауц                 | 17 квітня 2017 | 1.46                       |
| 23          | 3          | «Sunk Costs» «Непоправні витрати» | Джон Шибан     | Дженніфер Гатчісон          | 24 квітня 2017 | 1.52                       |
| 24          | 4          | «Sabrosito» «Сабросіто»           | Томас Шнауц    | Джонатан Ґлетцер            | 1 травня 2017  | 1.56                       |
| 25          | 5          | «Chicanery» «Махінація»           | Деніел Секгейм | Гордон Сміт                 | 8 травня 2017  | 1.76                       |
| 26          | 6          | «Off Brand» «Фальшивка»           | Кіт Гордон     | Енн Черкіс                  | 15 травня 2017 | 1.72                       |
| 27          | 7          | «Expenses» «Витрати»              | Томас Шнауц    | Томас Шнауц                 | 22 травня 2017 | 1.65                       |
| 28          | 8          | «Slip» «Ковзання»                 | Адам Бернштейн | Гітер Меріон                | 5 червня 2017  | 1.63                       |
| 29          | 9          | «Fall» «Падіння»                  | Мінкі Спіро    | Гордон Сміт                 | 12 червня 2017 | 1.47                       |
| 30          | 10         | «Lantern» «Ліхтар»                | Пітер Ґулд     | Дженніфер Гатчісон          | 19 червня 2017 | 1.85                       |

### Четвертий сезон (2018)
| № загальний | № у сезоні | Назва епізоду                             | Режисер         | Сценарист                 | Дата премʼєри   | К-сть глядачів у США (млн) |
| ----------- | ---------- | ----------------------------------------- | --------------- | ------------------------- | --------------- | -------------------------- |
| 31          | 1          | «Smoke» «Дим»                             | Мінкі Спіро     | Пітер Ґулд                | 6 серпня 2018   | 1.77                       |
| 32          | 2          | «Breathe» «Дихай»                         | Мішель Макларен | Томас Шнауц               | 13 серпня 2018  | 1.55                       |
| 33          | 3          | «Something Beautiful» «Прекрасний вчинок» | Деніел Секгейм  | Гордон Сміт               | 20 серпня 2018  | 1.51                       |
| 34          | 4          | «Talk» «Говори»                           | Джон Шибан      | Гітер Меріон              | 27 серпня 2018  | 1.53                       |
| 35          | 5          | «Quite a Ride» «Було весело»              | Майкл Морріс    | Енн Черкіс                | 3 вересня 2018  | 1.53                       |
| 36          | 6          | «Piñata» «Пін'ята»                        | Ендрю Стентон   | Дженніфер Гатчісон        | 10 вересня 2018 | 1.40                       |
| 37          | 7          | «Something stupid» «Дурний вчинок»        | Дебора Чоу      | Елісон Тетлок             | 17 вересня 2018 | 1.35                       |
| 38          | 8          | «Coushatta» «Кушатта»                     | Джим Маккей     | Гордон Сміт               | 24 вересня 2018 | 1.37                       |
| 39          | 9          | «Wiedersehen» «Побачимось»                | Вінс Гілліган   | Дженніфер Гатчісон        | 1 жовтня 2018   | 1.35                       |
| 40          | 10         | «Winner» «Переможець»                     | Адам Бернштейн  | Пітер Ґулд та Томас Шнауц | 8 жовтня 2018   | 1.53                       |

### П'ятий сезон (2020)
| № загальний | № у сезоні | Назва епізоду                                         | Режисер          | Сценарист                  | Дата премʼєри   | К-сть глядачів у США (млн) |
| ----------- | ---------- | ----------------------------------------------------- | ---------------- | -------------------------- | --------------- | -------------------------- |
| 41          | 1          | «Madgic Man» «Чарівник»                               | Бровен Гʼюз      | Пітер Ґулд                 | 23 лютого 2020  | 1.60                       |
| 42          | 2          | «50% Off» «Знижка 50%»                                | Норберто Барба   | Елісон Татлок              | 24 лютого 2020  | 1.06                       |
| 43          | 3          | «The Guy for This» «Хлопець для цього»                | Майкл Морріс     | Енн Черкіс                 | 2 березня 2020  | 1.18                       |
| 44          | 4          | «Namaste» «Намасте»                                   | Гордон Сміт      | Гордон Сміт                | 9 березня 2020  | 1.22                       |
| 45          | 5          | «Dedicado a Max» «Присвячується Максу»                | Джим Маккей      | Хізер Меріон               | 16 березня 2020 | 1.45                       |
| 46          | 6          | «Wexler v. Goodman» «Векслер проти Гудмана»           | Майкл Морріс     | Томас Шнауц                | 23 березня 2020 | 1.40                       |
| 47          | 7          | «JMM»                                                 | Меліса Бернштейн | Елісон Тетлок              | 30 березня 2020 | 1.30                       |
| 48          | 8          | «Bagman» «Сумочник»                                   | Вінс Гілліган    | Гордон Сміт                | 6 квітня 2020   | 1.42                       |
| 49          | 9          | «Bad Choice Road» «Плоди поганого вибору»             | Томас Шнауц      | Томас Шнауц                | 13 квітня 2020  | 1.51                       |
| 50          | 10         | «Something Unforgivable» «Щось, що неможна пробачити» | Пітер Ґулд       | Пітер Ґулд та Аріель Левін | 20 квітня 2020  | 1.59                       |

### Шостий сезон (2022)
| 51        | 1  | «Wine and Roses» «Вино і троянди»       | Майкл Морріс       | Пітер Ґулд                  | 18 квітня 2022 | 1.42 |
| 52        | 2  | «Carrot and Stick» «Батіг і пряник»     | Вінс Гілліган      | Томас Шнауц та Аріель Левін | 18 квітня 2022 | 1.16 |
| 53        | 3  | «Rock and Hard Place» «Молот і ковадло» | Гордон Сміт        | Гордон Сміт                 | 25 квітня 2022 | 1.16 |
| 54        | 4  | «Hit and Run» «Бий та тікай»            | Рей Сігорн         | Енн Черкіс                  | 2 травня 2022  | 1.16 |
| 55        | 5  | «Black and Blue» «Чорно-синій»          | Меліса Бернштейн   | Елісон Татлок               | 9 травня 2022  | 1.22 |
| 56        | 6  | «Axe and Grind» «Сокира війни»          | Джанкарло Еспозіто | Аріель Левін                | 16 травня 2022 | 1.13 |
| 57        | 7  | «Plan and Execution» «План і виконання» | Томас Шнауц        | Томас Шнауц                 | 23 травня 2022 | 1.19 |
| Частина 2 |    |                                         |                    |                             |                |      |
| 58        | 8  | «Point and Shoot» «Цілься й стріляй»    | Вінс Гілліган      | Гордон Сміт                 | 11 липня 2022  | 1.16 |
| 59        | 9  | «Fun and Games» «Розваги та ігри»       | Майкл Морріс       | Енн Черкіс                  | 18 липня 2022  | 1.22 |
| 60        | 10 | «Nippy» «Ніппі»                         | Мішель Макларен    | Елісон Татлок               | 25 липня 2022  | 1.20 |
| 61        | 11 | «Breaking Bad» «Пуститися берега»       | Томас Шнауц        | Томас Шнауц                 | 1 серпня 2022  | 1.34 |
| 62        | 12 | «Waterworks» «Водопостачання»           | Вінс Гілліган      | Вінс Гілліган               | 8 серпня 2022  | 1.32 |
| 63        | 13 | «Saul Gone» «Сол пішов»                 | Пітер Ґулд         | Пітер Ґулд                  | 15 серпня 2022 | 1.80 |